# Тім Кейн (геймдизайнер)
Тім Кейн (англ. Timothy Cain) — американський розробник відеоігор, найбільш відомий за своєю роботою в оригінальних проєктах серії Fallout (Fallout, Fallout 2) від Black Isle Studios, де він був головним програмістом Fallout (1997) і одним із шести людей, відповідальних за оригінальний дизайн гри.

## Біографія
Тімоті Кейн вперше залучився до ігрової індустрії в Pegasus Software (пізніше CYBRON), коли йому було 16 років. Він продовжував працювати в компанії, яка виробляла комп’ютерні ігри, в які можна було грати через мережу кабельного телебачення, доки не закінчив навчання в коледжі Університету Вірджинії та не переїхав до Каліфорнії для аспірантури. Протягом цього часу він працював над програмуванням карткової гри під назвою Grand Slam Bridge для CYBRON Corporation, яка була випущена в 1986 році. У 1989 році він отримав ступінь Магістра Інформатики в Університеті Каліфорнії в Ірвайні.
Interplay Entertainment (1991 — 1998)
На початку своєї кар'єри Кейн провів шість років у Interplay. Він приєднався до компанії в 1991 році як підрядник, створюючи редактор фентезійних рольових ігор The Bard's Tale Construction Set, а наступного року його найняли на повний робочу ставку. Його ранні роботи включали Stonekeep, M.A.X: Mechanized Assault and Exploration, Star Trek: Starfleet Academy, Rags to Riches: The Financial Market Simulation та Atomic Bomberman. Лише в 1997 році він разом з Леонардом Боярські і Джейсоном Андерсоном залишив свій слід в індустрії, випустивши культову класичну рольову гру Fallout. Спочатку він був єдиною людиною, що працювала над ігровим рушієм для майбутньої Fallout, але коли команда розробників значно збільшилася, Тім став продюсером проєкту, змінивши на цій посаді Тома Деккера. Ще до релізу Fallout у 1997 році розробники вже знали, що гру чекає сиквел. Перша частина не стала комерційним хітом, проте одразу звернула на себе увагу всієї індустрії, через що керівництво Interplay звернуло увагу на Кейна та його команду. Компанія вирішила не гаяти часу і випустити Fallout 2 якнайшвидше, до розробки якої керівництво Interplay приділяло дуже пильну увагу, висуваючи інколи вимоги, з якими команда розробників була категорично не згодна, — непропускаєма реклама на початку гри чи дизайн стартового рівня. У якийсь момент Кейн і кілька інших ключових розробників Fallout 2 більше не захотіли миритися з натиском Interplay і пішли з компанії, так і не закінчивши гру.
Troika Games (1998 — 2005)
Після роботи над Fallout 2 розчарований процесом прийняття рішень у Interplay Тім Кейн покинув компанію разом з Боярські і Андерсоном. У 1998 році тріо стало співзасновниками власної компанії Troika Games і майже одразу уклали угоду з Sierra Entertainment на розробку Arcanum: Of Steamworks and Magick Obscura (2001), яка в ретроспективі мала помірний успіх як у критиків, так і в комерційному плані — до лютого 2005 року було продано понад 200 тисяч копій. Коли Боярські, Кейн та Андерсон створювали Troika Games, вони припускали, що працюватимуть лише з одним видавцем: будуть його зовнішньою студією, яка відповідатиме за рольові ігри. Спочатку на роль цього видавця планувалася Sierra, трійця навіть обговорювала з нею сиквел Arcanum, але у видавництва були свої проблеми, і співпраця закінчилася.
У 2001 році Troika уклала контракт з Atari і запустила у розробку The Temple of Elemental Evil - комп'ютерний ремейк відомого однойменного модуля для Dungeons & Dragons. Кейн одноосібно керував розробкою, його метою було ретельно відтворити оригінальний модуль, виходячи з правил D&D видання 3.5. Озираючись назад, Кейн визнає, що помилився: він «надто точно слідував оригінальному модулю, в якому було багато безглуздих сюжетних ліній, персонажів та предметів». Але проблему гри Кейн бачить не в точному дотриманні модуля, а в написаних ним сюжеті, персонажах та діалогах, які не відповідали рівню Troika Games, встановленому в Arcanum. Проблеми в гри виникли, коли під час розробки у Кейна виявили каміння у нирках, і чотири місяці з двадцяти, відведених на роботу, він провів на знеболюючих. В умовах стислих термінів Кейн фізично не міг упоратися із завданням, і зараз він розуміє, що мав попросити більше часу у видавця. Коли The Temple of Elemental Evil вийшла 16 жовтня 2003 року, її зустріли неоднозначно. У підсумку до лютого 2005 року гра продалася тиражем всього у 128 тисяч копій. Незважаючи на неоднозначні відгуки самої гри, її написаний Кейном рушій отримав позитивну реакцію — досі ToEE багатьма вважається найкращим перенесенням D&D на ПК. Troika навіть пропонували Atari зробити сиквел ToEE за іншим модулем — Queen of the Spiders. Крім того, студія пропонувала Interplay використовувати рушій для створення Baldur's Gate 3, а Obsidian, що відкрилися в 2003 році, цікавилися ним для розробки ігор з D&D.
У 2004 році Troika випустили Vampire the Masquerade: Bloodlines. Компанія не хотіла витрачати час на створення нового рушія з нуля і купила у Valve ліцензію на їх рушій Source, на якому тоді розроблялася Half-Life 2. Проєкт зустріли досить добре, похваливши сюжет та геймплей, але розкритикувавши за велику кількість багів та погану боївку. Хоча деякі видання, включаючи відомі IGN та Computer Gaming World, називали Bloodlines найкращою рольовою грою 2004 року, проєкт провалився в продажах — за перший рік було продано всього 72 тисячі копій.
Через кілька місяців Troika Games зіткнулася з фінансовими труднощами і Кейн з Боярські та Андерсоном були змушені закрити компанію 24 лютого 2005 року.
Carbine Studios (2005 — 2011)
Кейн приєднався до Carbine Studios у 2005 році на посаду директора з програмування, а у 2008 році його підвищили до директора з дизайну, де він працював над MMORPG Wildstar.
Obsidian Entertainment
В липні 2011 року Кейн покинув Carbine Studios і приєднався до Obsidian Entertainment старшим програмістом. У 2017 році Фергус Уркхарт, виконавчий директор компанії, підтвердив, що Леонард Боярські, який також перейшов до студії у 2016 році, і Тім Кейн працюють разом над неоголошеним проєктом. У 2018 році стало відомо, що гра, над якою працювали Боярські і Кейн, — це The Outer Worlds, науково-фантастична рольова гра від першої особи, дія якої відбувається на тераформованій екзопланеті. Кейн та Боярські стали співрежисерами The Outer Worlds та створювали світ гри разом. Боярські завідував сценарієм та візуальною складовою, тоді як Кейн фокусувався на всьому, що стосувалося геймплею.

## Нагороди
- У 2009 році видання IGN включило його до свого списку «100 Найкращих творців ігор усіх часів».[25]
- BAFTA Games Award (2020) — Outer Wilds (2019) «Краща оригінальна власність»[26]
Спільно з: Леонардом Боярські
- NAVGTR Award (2020) — The Outer Worlds (2019) «Краща оригінальна рольова гра»[27]
Спільно з: Леонардом Боярські і Чарльзом Стейплзом

## Проєкти
| Рік  | Назва                                           | Роль                                     | Розробник              |
| ---- | ----------------------------------------------- | ---------------------------------------- | ---------------------- |
| 1991 | The Bard's Tale Construction Set                | Дизайнер, програміст                     | Interplay Productions  |
| 1993 | Rags to Riches: The Financial Market Simulation | Програміст, додатковий ігровий дизайн    | Interplay Productions  |
| 1997 | Star Trek: Starfleet Academy                    | Програміст                               | Interplay Productions  |
| 1997 | Fallout                                         | Продюсер, дизайнер, провідний програміст | Interplay Productions  |
| 1998 | Fallout 2                                       | Оригінальний ігровий дизайн              | Interplay Productions  |
| 2001 | Arcanum: Of Steamworks and Magick Obscura       | Керівник проєкту, провідний програміст   | Troika Games           |
| 2003 | The Temple of Elemental Evil                    | Керівник проекту, провідний дизайнер     | Troika Games           |
| 2004 | Vampire: The Masquerade - Bloodlines            | Програміст                               | Troika Games           |
| 2014 | WildStar                                        | Додаткове програмування                  | Carbine Studios        |
| 2014 | South Park: The Stick of Truth                  | Програміст                               | Obsidian Entertainment |
| 2015 | Pillars of Eternity                             | Програміст, додатковий дизайн            | Obsidian Entertainment |
| 2016 | Tyranny                                         | Програміст                               | Obsidian Entertainment |
| 2019 | The Outer Worlds                                | Керівник проєкту                         | Obsidian Entertainment |